# 企鹅俱乐部
《企鹅俱乐部》是一个大众多用户的在线角色扮演游戏，其面向所有年龄段，由New Horizon Interactive开发，后被迪士尼公司收购。玩家不仅可以用卡通企鹅作为形象，在这个被冰雪覆盖的虚拟世界里摇摆闲逛、聊天、玩迷你游戏，也可以与另外一个玩家参加活动。在完成beta测试后，企鹅俱乐部在2005年10月24日对公众开放，并且已经拓展成了一个大型在线社区。
企鵝俱樂部已在2017年3月29日下線。但是迪士尼在同一天推出了一個基於企鵝俱樂部的手機遊戲企鵝俱樂部島（Club Penguin Island），作为延續作品。

### 开发
企鹅俱乐部与其他流行在线产品有共同点，例如，RuneScape以及Habbo Hotel。尽管开放给所有年龄用户，企鹅俱乐首要目标用户是8-14岁的青少年，并且被Better Business Bureau授予儿童隐私保护的认证。企鹅俱乐部也被儿童技术评论杂志评为编辑选择奖。
2006年8月企鹅俱乐部的主页上出现一个在线商品其售卖有关宠物Puffles的物品和T恤、钥匙链、礼品卡，在2006年11月7日添加了更多的T恤。
现在企鹅俱乐部主页上也出现了每周投票，最新的问题是“你更希望看到的是什么？”其选项有：家具，衣服，房间，游戏，Puffles和聚会。过去的问题包括：“你最喜欢在俱乐部做的是什么？”以及“你希望在港湾用双筒望远镜看到什么？”
尽管可以免費遊玩部分游戏，但不少功能仍需购买会员才能使用。

### 付费会员
玩家可以付费成为会员（每月5.95美金，6个月29.95美金，1年57.95美金）并且之后会得到很多好处。他们可以购买服装和家具，拥有两个以上宠物，更早享受的体验新游戏，为他们的宠物购买家具，并且可以接触到所有种类的宠物。付费方式包括PayPal、短信、信用卡、汇票和支票。

### 非会员
企鹅俱乐部提供一个非会员的选择。这是免费的，它不包含任何会员功能。非会员也仍然能够购买”自身颜色“和玩家卡背景，可以去任何地方（除了在会员聚会）也可以玩游戏。非会员也可以获得和使用聚会上发出的物品，这些物品是每个月分发给所有玩家的。非会员会被限制只能有两个宠物，红和蓝的，但不能购买衣服或者家具，或者去新的游戏区域。

## 游戏玩法

### 环境
系统会给每一个玩家分配一个雪屋。会员可以选择是否开放他们的雪屋，其他玩家可以通过地图访问它，会员也可以用玩小游戏赚来的钱装修他们的雪屋。
企鹅俱乐部中很多位置可以通过点击企鹅俱乐部的地图来到达。如Attic，可以通过点击地图上大致的位置，让企鹅走到指定的地点上。其他地方，例如Rockhopper的船，The Migrator号，也可以在一定时间内到达。

### 聊天
企鹅俱乐部提供给内部玩家两种交流方式。终极安全聊天（Ultimate Safe Chat）模式允许玩家从一个列表中选择事先定义的短语，非常近似于过去文字冒险游戏。另外一种模式，开放式交谈（Open Chat），允许用户输入自定义的信息，但是这些是有审查机制的。每个游戏实例（服务器）提供一种聊天方式－－大多数是两者都允许，但一些仅能使用终极安全交流。

### 封禁
玩家如果经常发送粗俗言语会被系统自动给予24小时封禁，尽管这不是立即封禁。但当被玩家第2次或第3次检测到发送粗俗言语时，玩家会被封禁72小时。如果发现玩家在企鹅俱乐部采取黑客行动会封更长时间。如果封禁次数达到3到5次，这个玩家可能会被终身封禁。如果有人试着以明星帐户登陆企鹅俱乐部（例如Rockhopper or Billybob），无论输入任何密码，系统都会提示这个帐户被永久封禁。

### 管理员
所有的企鹅俱乐部地区被一个大群管理员监控着，以此来保证玩家不会乱来，或者咒骂其他玩家。管理员不仅听取玩家的新想法和玩家提出的改进建议，他们也阻止黑客攻击游戏和其他欺诈行为。管理员至少18岁，需提交无犯罪记录证明，并且居住在加拿大不列颠哥伦比亚省Kelowna。

### 活动
每个月，企鹅俱乐部都会有一个聚会。这些聚会也许会被定在一个特殊的日子，如愚人节、万圣节或者圣诞节，或者是随机性的，或者选择在一个特殊的月份。尽管没有大型节日庆祝，每一个参加聚会的非会员成员都能够得到一件免费的、新的服饰。第一次企鹅俱乐部beta测试员聚会，所有的beta测试员都会收到一个聚会的帽子。

### 物品
玩家可以用硬币从商店购买不同的物品，这些硬币可通过玩迷你游戏获得。
商品中有13种不同颜色的企鹅皮肤，分别是：酸橙绿，青绿，深绿，桔红，桃红，红，浅蓝，深蓝，棕色，黑色，粉红，黄色和紫色、新的颜色只有在会员聚会上才推出。
许多玩家有卡片背景，每个月会有2到4个新的。背景可以在点击玩家时看到，非会员也可以购买。
徽章可以在玩家左手边的卡片的角落里找到。一个特别版本的圣诞树徽章可以用50个硬币换得，这个是在2006年晚些时候得《企鹅时报》上出现过。
旗子与徽章类似，他仅仅是会员可以获得的；它们是出现在玩家卡片左手边的高处角落上。
服饰也是仅仅提供给会员的，除非是在聚会和海盗船上免费得到。
家具仅提供给会员，它可以用来装饰玩家的圆顶屋。
地板（2007年1月19日引进）是另一个仅提供给会员的。现在有8个不同的地板可以选择。
会员的圆顶屋可以升级成许多不同的形式。一些圆顶屋外观被定为最近聚会的主题，如小竹屋或原木小屋。圆顶屋根据不同的升级形式需要大约1000到5100个硬币。在2007年5月，一个迪斯科标题主题的被加入其中。

### 免费物品
玩家不仅在在活动中获得衣服外，也能够收到其他免费物品。如：
- 新徽章每两周出现一次，并且可以在用户卡片的左手边高处看到，但这些必须是用户找到并激活使用的。
- 参与寻宝游戏，例如搜索灯塔的灯或者重新找回乐队丢失的乐器。这些活动会让玩家得到免费的玩家卡片背景。例外的是一次寻彩蛋游戏中，奖励是蓝色小兔帽。
- 有时《企鹅时报》会提供一些调查或特定目的的筹款活动、在“拯救灯塔”的活动中，玩家可以选择捐助750硬币来获得一个免费的T-恤衫。在色彩快溢活动中，玩家投票是要熏衣草还是柠檬绿作为新的颜色。另外一个例子是圣诞树：完成一个装饰后，玩家会收到一个圣诞树徽章。
- Rockhopper每次回来时会提供一个免费的服饰物品，例如一个彩色丝质大手帕、海盗鞋，或者一个海盗腰带。他也会从他的岛上带来第二个非会员可选的宠物。
- 通过秘密组织测试的玩家可以得到一个免费的间谍电话，并且可以参与秘密任务，这些活动可以提供更多的免费的物品例如勋章和信件。
- 成功成为新手导游的玩家会得到一个免费的帽子来标识他们。
- 在2007年4月的愚人节，免费的物品是蓝色的螺旋桨帽子和一个新奇眼镜。
- 在2007年春天的复活节彩蛋大搜寻过程中，所有收集到隐藏彩蛋的玩家会获得蓝色小兔耳做为奖励。
- 2006年复活节聚会活动同2007年的活动一样，但获得的是一个粉红的小兔耳帽子。

### 舞蹈
从聚会获得免费物品经常可以使你跳特殊的舞步。举例说，跳的同时戴一个有螺旋桨的帽帽会让一个玩家盘旋起来；穿一个冰淇淋围裙可以让玩家去挖冰淇淋。

### 秘密组织
秘密组织是给所有玩家开放的，无论玩家是否是会员，只要玩了至少30天，并且没有被封禁过，玩家就能够加入这个秘密组织。这个组织是用来通知玩家将要发生的活动，以及用来给新玩家介绍整个游戏。他们也让用户来协助保护企鹅俱乐部的安全，并让用户举报游戏中发送粗俗言语的行为；然而这个组织不是一个正式的调解组织。

#### G (Gary the Gadget Guy)
“大G”是一个虚构企鹅秘密组织的发起人，他不仅在游戏中制定秘密任务，而且他在所有秘密任务中扮演领导地位。

### 总部
总部在企鹅俱乐部中是一个只有侦探才能进入的地方，他们可以通过点击玩家卡片清单中间谍电话上的“visit　HQ”快速移动到那里，或者进入体育用品店最右边的更衣室来到达那里。总部有24个电视屏幕，展示企鹅俱乐部可以到达的多数地点的图片，每一个都可以点击。除了山洞和森林的电视屏幕外仍有一个屏幕空白。在这些电视右边是一个大的信息版，每隔2到4周就会变化一次，这些信息是关于企鹅俱乐部的一些提示和秘笈。在右边角落的底端有一本书和一个文件夹。文件夹里包含秘密机构所有的任务；机构手册被命名为“THE F.I.S.H”（Factual Informative Spy Handbook，实用情报间谍手册）。

### F.I.S.H.
在总部的右侧底端角落，有一本指南叫做F.I.S.H.这本手册包含非常机密的提示。F.I.S.H也有些特别舞步的提示。

### 任务
秘密组织会随机产生“最高秘密任务”。成功完成这些任务的玩家会在卡片清单中获得新物品。这些侦探需要利用他们的想象力和逻辑，当前的几个任务包括：
- 宠物丢失活动

《企鹅时报》的编辑北极姑妈丢失她绿紫puffle宠物，玩家必须帮她找回来。
- 大G的秘密任务

大G会给玩家一个全新的雪橇来进行测试；如果失败，玩家必须测试自身的求生技能，并且等其他玩家来把自己带回家。
- 硬币丢失案件

礼品商店的一些硬币不见了，玩家必须找到并归还它们。
- 雪崩救援

玩家必须救出4名在雪崩中遇险的企鹅。
如果能成功完成一个任务，侦探会由不同的游戏赢得一枚puffle宠物勋章，燃烧原木勋章，磁铁勋章，或者雪橇管勋章。侦探把宠物的照片发给北极姑妈后会从她那里收到一封信（宠物丢失案件）。那些完成鱼竿制作的侦探会收到一封大G的信（大G秘密任务）。把disco灯找到的侦探会从跳舞企鹅那收到一份信（硬币丢失案件）。完成雪崩营救的侦探，他们会收到一封从天而降被风吹来的信。信上说信是来自企鹅俱乐部博客主大G，一些人问Billyabob是否还有第五个任务，回答是肯定的。

### 新手导游
这个项目是在2007年1月26日开始的，目的是帮助新手企鹅能熟悉整个企鹅俱乐部。要想成为一名导游，一名玩家最少需要玩45天，并且不能有超过一次的封禁（或在多次封禁后行为足够端正）)。新手导游并不一定需要是会员。你可以直接去滑雪村的游客商铺参加一个测试来申请成为导游。测试包含八个问题以了解一个人的对游戏的熟悉程度，包括场景方位、宠物属性、游戏玩法和其他一些内容。正确回答其中七个就可以得到一顶导游帽。只有那些通过测试并且有导游帽的企鹅才是官方正式导游。戴上导游帽，玩家可以在当前房间使用预设的句子，如“带你溜一圈”，这些句子都会出现在安全聊天的菜单上。

### 《企鹅时报》
企鹅俱乐部有一份每周出版的报纸，它每星期四发行。包括企鹅俱乐部中发生的一系列活动，以及一些推荐游戏、笑话及其他内容。在城里夜店的锅炉房可以找到包含过去6周报纸的存档。

### 大活动日期
每份报纸版面都包含一系列活动日期，概要表示下个何时可以寻找一个会被隐藏徽章，何时将举行聚会以及其他企鹅俱乐部的大活动。

### 北极姑妈
北极姑妈是一个虚拟的角色，作为报纸的编辑出现，这个角色类似于真实生活的中的知心姐姐给玩家提供建议（关于俱乐部中的礼节和其他询问问题）。企鹅俱乐部团队反馈玩家的疑问就用北极姑妈作为笔名，这些问题可以由用户用游戏内的表格来发送。

### 宠物
宠物Puffles是一种非常小的，毛茸茸的生物，玩家可以把它当宠物养。它可以从宠物商店买到，宠物有蓝色，绿色，粉色，黑色，紫色和红色六种。非会员只能有蓝色和红色的puffle，而且不能超过两个；会员最多可以收养20个puffle，puffle拥有健康，休息，体力的三个属性来标识其状态。
这里有6种官方种类的puffle，每一个拥有一种独特的个性。到2008年将有8种puffle，新添加的是黄色和桔红色的。
- 蓝色puffle脾气比较野。它们最喜欢的玩具是小球。蓝色puffle很特殊，因为任何到俱乐部的企鹅都可以收养它。蓝色puffle也是俱乐部中第一种可被饲养的宠物。另外蓝色puffle还有些皇家血统。
- 绿色puffle非常有活力且好玩。它们喜欢像小丑一样玩独轮车，或者是玩它们的螺旋桨帽子
- 紫色puffle很好玩，它们喜欢吹泡泡，并且是能给人意外惊喜的跳舞狂人，
- 红色puffle有点冒险精神的激情。它们会无所畏惧，会企图大胆搞恶作剧（除非在逃生模式catching some waves）它会花费大量能量在玩冲浪板。红色puffle是Rockhopper用他的船从Rockhopper岛上带来的。但它有时会有点不招人喜欢，特别是在吃饭的时候。
- 粉色puffle非常活跃。他们喜欢玩跳圈圈和蹦床。
- 黑色puffle被认为是淘气和坏脾气的。然而它们还是挺好玩的，对于想有点个性的人来说还是是一个非常不错的宠物。
- 黄色puffle
- 桔红色puffle将在2008年发布。（不确定）

### 跳舞俱乐部宠物（Dance Club Puffle）
按照图书室藏书“Truth or Dare”，在夜店音响前跳舞的绿色puffle曾是早前失踪锅炉房的看守。

### 图书室（The Book Room Library）
2007年之前，图书室是这个房间的名字，但在2007开始，第一本书《Rockhopper and the Stowaway》被放入图书室。之后又多出了3本企鹅俱乐部制作的图书，以及3本爱好者在写作比赛中编写的图书。Rockhopper在一场战役的回忆被收集整理成一本名为《Rockhopper and the Stowaway》的书，这本书是正式被放入图书室的第一本书。另外三本随后加入，书名分别为《Frankie's First Show，The Spice of Life》和《Truth or Dare》。在2007年4月27日，图书室写作比赛获奖的故事被加入到图书室中，这本书被命名一个比较大的名字：《企鹅的故事》。

### 明星企鹅
这些明星企鹅非会员是看不到的：

#### The Band乐队
乐队是一个四只企鹅的小团体，它们经常会出现在俱乐部的大型聚会中。它们表演手风琴、鼓、吉他以及低音乐器。当俱乐部最初登场时，乐队中没有Frankie，只有吉他手、手风琴手及弹钢琴的。乐队企鹅全是蓝色的。当音响都安装好后，它们就在夜店里开始他们的表演（除了在St.Patricks day）。曾有一次寻宝活动，任务是乐手需要完家协助找到他们的乐器，最终的奖励是一个新的背景。

#### Rockhopper船长
Rockhopper是一个虚拟的海盗角色，他驾驶的一艘海盗船在企鹅俱乐部靠岸，这艘船叫The Migrator。这个形象是在2006年10月14日推出的，他基本上每两个月出现在游戏一次。在Rockhopper抵达期间，所有玩家（包括非会员）均可以参观他的船，那里不仅会经常提供一些稀有的东西来交易，还有角色历险日记。在玩家当中，Rockhopper和其他玩家没有什么特别的地方，除了他穿的海盗服，这个是其他人买不到的。
“漂流瓶”也在游戏水面上出现，在灯塔的望远镜就可以看到它。在07年3月1日，这个瓶子在右侧海滩结束了它的漂流历程。它看起来像是从Rockhopper航海日记撕下的几页，纸张边缘因长途旅行而显得破破烂烂的。这些文字和图片之后被编入一本书上，它讲述一名叫做Bambadee的偷渡者在Rockhopper船上的经历，他是如何战胜恐惧以及如何交到朋友的。Rockhopper显然已经把他送回岛上，但是令人吃惊的是，他没有被其他企鹅发现。这个故事也告诉了Bambadee的友情手链，读完故事书点击最后的图片就可以得到。
Rockhopper的船－"Migrator"号－，2007年8月2日星期四，再次离岸。

#### “The Team”团队
最早的一群管理员被企鹅俱乐部冠以“The Team”的称号。
- Billybob更新网站博客，并且发布将要发生的特殊活动
- Rsnail是另外一个管理员，他经常代替Billybob来发博客贴
- Happy77也是一个管理员，他的身份被用来在官方网站上展示是否是一个管理员[18]。

## 测试员
beta测试员是一些在游戏发布前测试游戏的人。这些beta测试从2005年8月开始的。更早的时候，企鹅俱乐部的创建者宣布愿意寻找测游戏glitch的用户，他们可以通过RocketSnail.com（制作Club Penguin和 Penguin Chat 3的原始站点）注册。被接受的人会收到一封电子邮件，通过一个特殊的链接来访问（www.clubpenguin.com/test/），同时需要输入在邮件中的一个密码。Beta测试员往往会从测试员聚会获得聚会帽，这帽子是不会发布到企鹅俱乐部的，所以这成为非常稀有的物品。Beta测试员可以通过beta测试聚会帽来识别，用户名要么是小写的、要么是大写，要么是混合型的。Beta测试员会被给予2000硬币，以及一个月的免费会员来测试游戏（测试员的优待和特权）。

### 小故障
一些时候，企鹅俱乐部脚本错误被称做glitches，这些错误基本上在游戏环境中不会存留很长时间，因为它们一经发现很快就被修复了。有时会专门做些故障来娱乐玩家，比如四月一日愚人节的时候。

## 企鹅聊
企鹅聊版本3是一个老版本的企鹅俱乐部，在2005年3月31日向公众开放；在2005年10月28日下线，它的一些特点被列入当前版本中。两个例子是ninjas以及snowcats。当你点击官方主页大图上的夜店字母n，就可以看到ninja。